# Heptan
Heptanul este un alcan cu șapte atomi de carbon în moleculă, cu formula chimică C7H16 și cu formula structurală restrânsă H3C(CH2)5CH3.
Termenul se poate referi la oricare dintre izomeri, sau la un amestec al lor; totuși, în nomenclatura IUPAC, termenul heptan face referire doar la izomerul normal-heptan (n-heptan), ceilalți având alte denumiri.

## Izomeri și enantiomeri
Heptanul are 9 izomeri, iar dacă se numără și enantiomerii 11 izomeri:
- Heptan (n-heptan), H3C–CH2–CH2–CH2–CH2–CH2–CH3,
- 2-metilhexan (izoheptan), H3C–CH(CH3)–CH2–CH2–CH2–CH3,
- 3-metilhexan, H3C–CH2–C*H(CH3)–CH2–CH2–CH3 (chiral),
- 2,2-dimetilpentan  (neoheptan), H3C–C(CH3)2–CH2–CH2–CH3,
- 2,3-dimetilpentan, H3C–CH(CH3)–C*H(CH3)–CH2–CH3 (chiral),
- 2,4-dimetilpentan, H3C–CH(CH3)–CH2–CH(CH3)–CH3,
- 3,3-dimetilpentan, H3C–CH2–C(CH3)2–CH2–CH3,
- 3-etilpentan, H3C–CH2–CH(CH2CH3)–CH2–CH3,
- 2,2,3-trimetilbutan, H3C–C(CH3)2–CH(CH3)–CH3, cunoscut și ca pentametiletan sau triptan.